# Schyrokyne
Schyrokyne (ukrainisch Широкине, russisch Широкино Schirokino) ist ein Dorf in der ukrainischen Oblast Donezk. Schyrokyne hatte 2001 etwa 1400 Einwohner, gegenwärtig ist es unbewohnt.

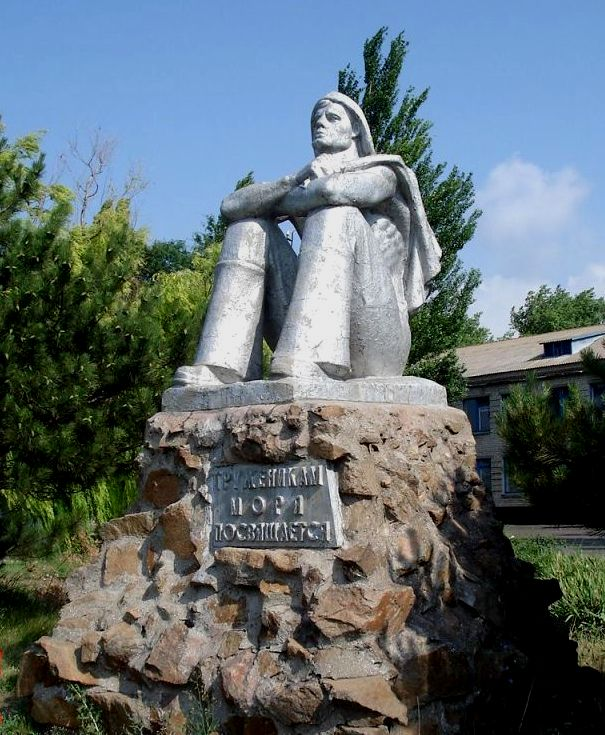
Denkmal im Ort

Das Ende 1791 gegründete Dorf liegt im Rajon Mariupol am Ufer der Asowschen Meeres und an der Europastraße 58/ M 14 78 km südöstlich vom ehemaligen Rajonzentrum Wolnowacha und 23 km östlich von Mariupol.
Mitte 2014 bis Mitte 2015 war das Dorf im Ukrainekrieg zwischen den Truppen der Ukraine und pro-russischen Milizen umkämpft.
Von Mitte 2015 bis Ende Februar 2022 befand sich das Dorf unter Kontrolle der ukrainischen Truppen, ist seitdem jedoch nahezu unbewohnt.
Am 12. Juni 2020 wurde das Dorf ein Teil der neugegründeten Siedlungsgemeinde Sartana, bis dahin bildete es zusammen mit dem Dorf Berdjanske (Бердянське) die gleichnamige Landratsgemeinde Schyrokyne (Широкинська сільська рада/Schyrokynska silska rada) im Süden des Rajons Wolnowacha.
Am 17. Juli 2020 wurde der Ort ein Teil des Rajons Mariupol.